# Shanghai guji chubanshe
Shanghai guji chubanshe (上海古籍出版社 Shànghǎi gǔjí chūbǎn shè), Vorgänger Gudian wenxue chubanshe 古典文学出版社 (Verlag für klassische Literatur), ist ein chinesischer Verlag, der im November 1956 gegründet und im Juni 1958 reorganisiert wurde als Zhonghua shuju Shanghai bianjisuo, im Januar 1978 erhielt er seinen jetzigen Namen.
Schwerpunkt seiner Veröffentlichungen sind vor allem alte Werke und wissenschaftliche Forschungen zur chinesischen klassischen Literatur, Philosophie, Geschichte und anderen Themengebieten, aber auch Sammlungen von Werken der traditionellen Kultur.